# Alive (Kate Ryan)
Alive è il terzo album discografico in studio della cantante belga Kate Ryan, pubblicato nel 2006.

## Tracce
1. Je t'adore – 3:07
2. All for You – 3:10
3. Alive – 3:31
4. Tapping on the Table – 3:29
5. Spinning Around – 3:43
6. How Many Times – 4:00
7. Nothing – 3:23
8. Why Imagine – 4:37
9. Driving Away – 3:40
10. Love or Lust – 3:43
11. Wonderland – 3:19
12. Stepping Out – 3:34
13. That Kiss I Miss – 3:14
14. Je t'adore (versione francese) – 3:06
15. Je donnerais tout (versione francese di All for You) – 3:09
16. Alive (versione francese) – 3:31
17. Combien de fois (versione francese di How Many Times) – 4:00